# 琴干黄芩
琴干黄芩（学名：Scutellaria tschimganica）为唇形科黄芩属下的一个种。

## 扩展阅读
- 維基物種上的相關：琴干黄芩